# 乌扎喇氏
乌扎喇氏，又作兀札喇氏、乌扎拉氏、兀扎拉氏，满族、蒙古族、锡伯族共有姓氏，世居乌喇、萨哈尔察、哈达、辉发、叶赫、白石、萨尔和、瓦丹、庙噶山、黑龙江沿岸。蒙古族世居察哈尔。所冠汉字姓多为吴、乌、武。

## 记载
《皇朝通志·卷三》收录有“烏扎喇氏”一条，说明其散處烏拉、薩哈爾察、黑龍江、呼爾哈、瓜爾佳等地方，并称蒙古烏扎喇氏世居察哈爾地方。